# Мохаммед аш-Шейх
Молла Мухаммед аш-Шейх аш-Шариф аль-Хассани ал-Дарай ат-Тагмадерт (араб. مولاي محمد الشيخ الشريف‎ , ум. 1557 г.) — шейх и первый султан Марокко (1544—1557) из династии Саадитов.

## Биография
Мухаммед аш-Шейх, вместе со своим старшим братом Ахмадом аль-Араджем, возглавил после смерти шейха Абу Абдаллаха аль-Каима в 1517 году борьбу марокканского клана Саадитов против вторжений португальцев и местной династии Ваттасидов. В 1524 году братья сумели изгнать Ваттасидов из города Марракеш. Однако к 1544 году между братьями произошёл разрыв, и Ахмад аль-Арадж перешёл на сторону ваттасидского султана Бу-Хассуна. Мухаммед аш-Шейх с верными ему войсками ушёл в Южное Марокко, где ещё в 1541 году освободил от португальцев Агадир и несколько мелких портов на побережье Атландического океана, чем завоевал авторитет среди местного населения. Реорганизовав свою армию по образцу, принятому в Османской империи, Мухаммеду удалось в 1549 году взять столицу Марокко Фес и свергнуть власть Ваттасидов. Хотя в 1554 году Бу-Хассун, призвав на помощь турок, сумел на короткое время вернуть Фес, с его смертью власть династии Саадитов в Марокко утвердилась окончательно.
С тем, чтобы успешно противостоять турецким армиям, Мухаммед аш-Шейх принял титул халифа и заключил военный союз с Испанией, воевавшей в это время с пиратами Алжира и Туниса, вассалами Османской империи. В своей внутренней политике Мухаммед пытался ограничить влияние дервишеских орденов и марабутов, путём создания эффективной налоговой системы он организовал мощное наёмное войско.
Мохаммед аш-Шейх был в 1557 году убит османскими агентами. Похоронен в усыпальнице Саадитов. Наследовал власть в Марокко его сын Абдаллах I аль-Галиб (правил в 1557—1574).